# Ceroxylon quindiuense
Ceroxylon quindiuense är en enhjärtbladig växtart som först beskrevs av Gustav Karl Wilhelm Hermann Karsten, och fick sitt nu gällande namn av Hermann Wendland. Ceroxylon quindiuense ingår i släktet Ceroxylon och familjen Arecaceae. IUCN kategoriserar arten globalt som sårbar.
Artens utbredningsområde är Colombia. Inga underarter finns listade i Catalogue of Life.

## Bildgalleri

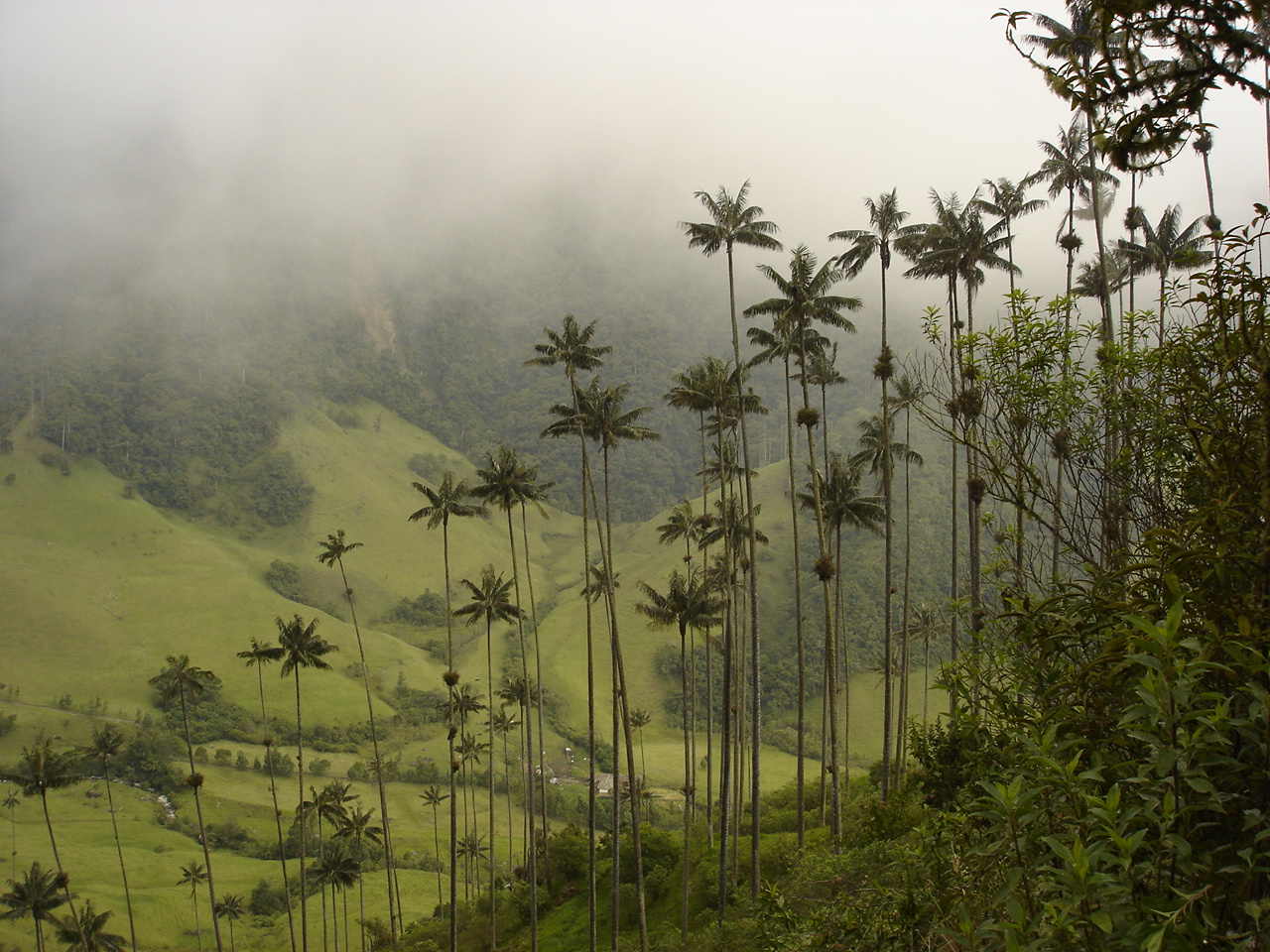